# Reinhard Schmoeckel

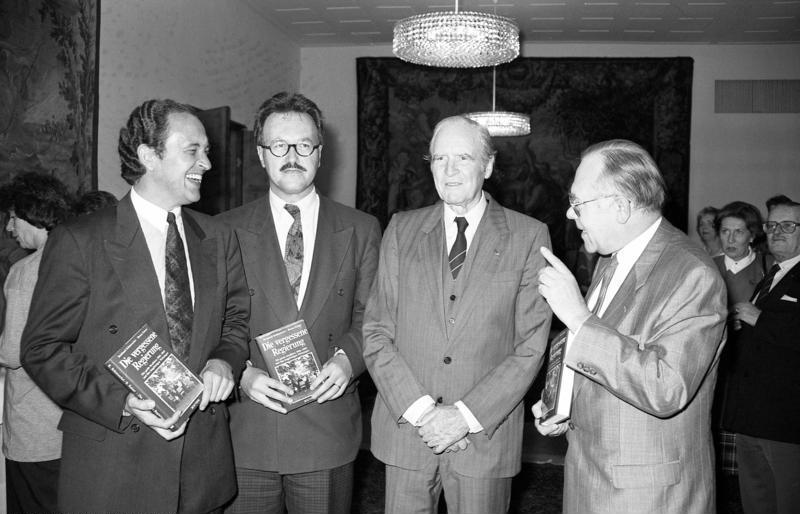
Reinhard Schmoeckel (rechts) neben dem Altbundespräsidenten Karl Carstens anlässlich der Präsentation des Schmoeckel-Buches Die vergessene Regierung im Palais Schaumburg, 1991

Reinhard Schmoeckel (* 27. August 1928 in Berlin; † 6. Mai 2024 in Dortmund) war ein deutscher Jurist sowie Autor zu juristischen und vor allem historischen Themen.

## Leben
Schmoeckel arbeitete zunächst bei einer Zeitung in Westfalen und studierte dann Jura und Geschichte in Bonn. Er promovierte zum Dr. jur. und war anschließend fast vier Jahrzehnte im Bundesdienst in Bonn tätig. Er arbeitete unter anderem für die CDU/CSU-Fraktion im Deutschen Bundestag, für das Presse- und Informationsamt sowie fürs Bundeskanzler- und Bundespräsidialamt. Schmoeckel war unter anderem 17 Jahre lang Leiter des persönlichen Büros des ehemaligen Bundeskanzlers Kiesinger und nach dessen Tod 1988 dann des ehemaligen Bundespräsidenten Carstens († 1992).
Nach dem Tod von Kiesinger bzw. Carstens redigierte er deren Memoiren und gab sie heraus. Von ihm stammt auch eine Geschichte der Großen Koalition 1966 bis 1969 mit dem Titel Die vergessene Regierung. Er war darüber hinaus Autor zahlreicher weiterer historischer Bücher und Romane. Einen Schwerpunkt bildete hierbei die mögliche Historizität der Thidrekssaga.

## Werke

### Sachbücher

#### Juristische Ratgeber
- Geld vom Staat. Soziale Leistungen in der Bundesrepublik Deutschland. Ein Ratgeber für die neuen Bundesländer. Deutscher Taschenbuch Verlag, München 1992
  - Wie bekomme ich Geld vom Staat? Soziale Leistungen in der Bundesrepublik Deutschland. 3., überarbeitete und aktualisierte Auflage. Beck, München 1994, ISBN 3-406-38406-4
- Staatliche Hilfen für Unternehmer. Beck, München 1992, ISBN 3-406-36470-5
- Meine Rechte und Pflichten als Unternehmer. 3., überarbeitete Auflage,
  - Beck, München 1998, ISBN 3-406-43888-1
  - Deutscher-Taschenbuch-Verlag, München 1998, ISBN 3-423-50617-2

#### Historische Abhandlungen
- Stärker als Waffen. Hoch-Verlag, Düsseldorf 1957
  - Starkare än vapen. Stockholm 1960 (Übersetzung ins Schwedische von Margareta Edgardh)
  - Frankfurt a. M. – Büchergilde Gutenberg 1962
  - Più forti delle armi. Brescia 1984 (Übersetzung ins Italienische)
- Strategie einer Unterwanderung. Vom Pfadfinderbund zur revolutionären Zelle. Die „Umfunktionierung“ des Bundes Deutscher Pfadfinder als Lehrbeispiel. Olzog, München 1979, ISBN 3-7892-7141-1
- Die Hirten, die die Welt veränderten – Der (vorgeschichtliche) Aufbruch der indoeuropäischen Völker. Rowohlt, Reinbek 1982, ISBN 3-498-06150-X
  - überarbeitete 2. Auflage unter dem Titel Die Hirten, die die Welt veränderten – Die Geschichte der frühen Indo-Europäer. Rowohlt Taschenbuch-Verlag 1985, ISBN 3-499-17897-4
  - überarbeitete und erweiterte 3. Auflage unter dem Titel Die Indoeuropäer – Aufbruch aus der Vorgeschichte. Bastei Lübbe, Bergisch Gladbach 1999, ISBN 978-3-404-64162-8
  - Neuauflage 2012, Lindenbaum, Beltheim-Schnellbach 2012, ISBN 978-3-938176-37-5
- Die vergessene Regierung. Die grosse Koalition 1966 bis 1969 und ihre langfristigen Wirkungen. Bouvier, Bonn 1991, ISBN 3-416-02246-7
- Deutsche Sagenhelden und die historische Wirklichkeit. Zwei Jahrhunderte deutscher Frühgeschichte neu gesehen. Olms, Hildesheim, Zürich, New York 1995, ISBN 3-487-10035-5
- Bevor es Deutschland gab. Expedition in unsere Frühgeschichte – von den Römern bis zu den Sachsenkaisern.
  - Lübbe, Bergisch Gladbach 2000, ISBN 3-7857-2004-1
  - Bastei Lübbe, Bergisch Gladbach 2002, ISBN 3-404-64188-4
  - Bastei Lübbe, Bergisch Gladbach 2004, ISBN 3-404-64188-4.
  - Nikol, Hamburg 2025, ISBN 978-3-86820-847-4

### Belletristik
- Unter dem blauen Pfauen. Ein deutsches Fürstentum im 18. Jh. Historischer Roman. Eugen Salzer-Verlag, Heilbronn 1984
- Des Herrn Wille geschehe. Historischer Roman. Eugen Salzer Verlag, Heilbronn 1987, ISBN 3-7936-0264-8
- Das Dampfroß. Historischer Tatsachenroman um den Bau der ersten Eisenbahn Bonn – Köln. Bastei-Lübbe, Bergisch Gladbach 2000, ISBN 3-404-14459-7
- Pommersches Schicksal. Das Leben des Musketiers Johann Christian Schmoeckel aus Rügenwalde. Lindenbaum Verlag 2014, ISBN 978-3-938176-49-8.